# الجاح، إب
الجاح هي إحدى قرى الجمهورية اليمنية. وهي تتبع جغرافيًا لمحافظة إب. وإداريًا لمديرية إب. يبلغ تعداد سكانها 1299 نسمة حسب الإحصاء الذي أجري عام 2004.